# 조성준 (축구 선수)
조성준(趙聖俊, 1990년 11월 27일~)은 대한민국의 축구 선수이다. 현재 김포 FC에서 뛰고 있다. 포지션은 왼쪽 윙어, 오른쪽 윙어, 공격형 미드필더다.

## 축구인 경력

### 선수 경력
2013 시즌을 앞둔 2012년 12월 열린 K리그 챌린지의 신생 구단 FC 안양의 입단 테스트에 참가하였고, 테스트에 합격하여 번외 지명 신분으로 안양에 입단하였다. 데뷔 시즌 리그 24경기에 출전하여 4골 2도움을 기록하였다.
2016 시즌을 앞두고 광주 FC로 이적하였다.
2019 시즌을 앞두고 성남 FC에 입단했다.
2020 시즌을 앞두고 제주 유나이티드로 이적했다.